# Boulleret
Boulleret est une commune française située dans le département du Cher en région Centre-Val de Loire. Ses habitants sont les boulleréens.

## Géographie
Boulleret est une commune située à 6 km de Cosne-Cours-sur-Loire, à 61 km de Bourges , 13 km de Sancerre et 191 km de Paris. Elle est séparée de la Nièvre et de la Bourgogne-Franche-Comté par la Loire. La commune de Boulleret se compose d’un bourg et de quinze hameaux nommés : les Durands, les Fouchards, le Gravereau, les Boutons, Blys, les Daures, Mabillois, Champfleury, Sort, Sardat, Rognon, Champlong, Ménétréau, le Pavillon et les Senées.

### Climat
Pour des articles plus généraux, voir Climat du Centre-Val de Loire et Climat du Cher.
En 2010, le climat de la commune est de type climat océanique dégradé des plaines du Centre et du Nord, selon une étude du CNRS s'appuyant sur une série de données couvrant la période 1971-2000. En 2020, Météo-France publie une typologie des climats de la France métropolitaine dans laquelle la commune est exposée à un climat océanique altéré et est dans la région climatique  Centre et contreforts nord du Massif Central, caractérisée par un air sec en été et un bon ensoleillement.
Pour la période 1971-2000, la température annuelle moyenne est de 10,7 °C, avec une amplitude thermique annuelle de 16 °C. Le cumul annuel moyen de précipitations est de 771 mm, avec 11,5 jours de précipitations en janvier et 7,3 jours en juillet. Pour la période 1991-2020, la température moyenne annuelle observée sur la station météorologique la plus proche, située sur la commune de Léré à 5 km à vol d'oiseau, est de 11,6 °C et le cumul annuel moyen de précipitations est de 710,5 mm,. Pour l'avenir, les paramètres climatiques de la commune estimés pour 2050 selon différents scénarios d'émission de gaz à effet de serre sont consultables sur un site dédié publié par Météo-France en novembre 2022.
| Mois                                  | jan.           | fév.           | mars           | avril         | mai           | juin          | jui.          | août           | sep.          | oct.          | nov.             | déc.           | année      |
| ------------------------------------- | -------------- | -------------- | -------------- | ------------- | ------------- | ------------- | ------------- | -------------- | ------------- | ------------- | ---------------- | -------------- | ---------- |
| Température minimale moyenne (°C)     | 0,8            | 0,5            | 2,4            | 4,4           | 8,1           | 11,4          | 13            | 12,7           | 9,3           | 7,2           | 3,6              | 1,3            | 6,2        |
| Température moyenne (°C)              | 4,1            | 4,8            | 7,8            | 10,7          | 14,3          | 18            | 19,8          | 19,6           | 16            | 12,4          | 7,5              | 4,6            | 11,6       |
| Température maximale moyenne (°C)     | 7,4            | 9              | 13,2           | 16,9          | 20,5          | 24,5          | 26,6          | 26,6           | 22,7          | 17,6          | 11,4             | 8              | 17         |
| Record de froid (°C) date du record   | −11,9 13.01.03 | −13,3 09.02.12 | −12,4 01.03.05 | −6,4 04.04.22 | −1,4 03.05.21 | 1,9 12.06.11  | 4,8 21.07.08  | 2,8 30.08.1998 | −1,2 20.09.12 | −6,7 19.10.09 | −10,9 24.11.1998 | −11,2 19.12.07 | −13,3 2012 |
| Record de chaleur (°C) date du record | 16,5 01.01.23  | 21,7 27.02.19  | 26,3 31.03.21  | 29,3 20.04.18 | 31,5 25.05.09 | 39,8 27.06.19 | 41,9 25.07.19 | 40,4 11.08.03  | 36,4 10.09.23 | 30,7 13.10.23 | 23,4 07.11.15    | 17,9 05.12.06  | 41,9 2019  |
| Précipitations (mm)                   | 55,7           | 48,2           | 49,9           | 58,3          | 67,4          | 55,4          | 61,6          | 59,3           | 58,6          | 65,4          | 66,4             | 64,3           | 710,5      |

## Urbanisme

### Typologie
Au 1er janvier 2024, Boulleret est catégorisée commune rurale à habitat dispersé, selon la nouvelle grille communale de densité à 7 niveaux définie par l'Insee en 2022.
Elle est située hors unité urbaine. Par ailleurs la commune fait partie de l'aire d'attraction de Cosne-Cours-sur-Loire, dont elle est une commune de la couronne,. Cette aire, qui regroupe 30 communes, est catégorisée dans les aires de moins de 50 000 habitants,.

### Occupation des sols
L'occupation des sols de la commune, telle qu'elle ressort de la base de données européenne d’occupation biophysique des sols Corine Land Cover (CLC), est marquée par l'importance des territoires agricoles (70,9 % en 2018), en diminution par rapport à 1990 (73 %). La répartition détaillée en 2018 est la suivante : 
terres arables (40,8 %), forêts (22,3 %), prairies (18,9 %), zones agricoles hétérogènes (11,2 %), zones urbanisées (3,3 %), eaux continentales (2,4 %), milieux à végétation arbustive et/ou herbacée (1,1 %). L'évolution de l’occupation des sols de la commune et de ses infrastructures peut être observée sur les différentes représentations cartographiques du territoire : la carte de Cassini (XVIIIe siècle), la carte d'état-major (1820-1866) et les cartes ou photos aériennes de l'IGN pour la période actuelle (1950 à aujourd'hui).

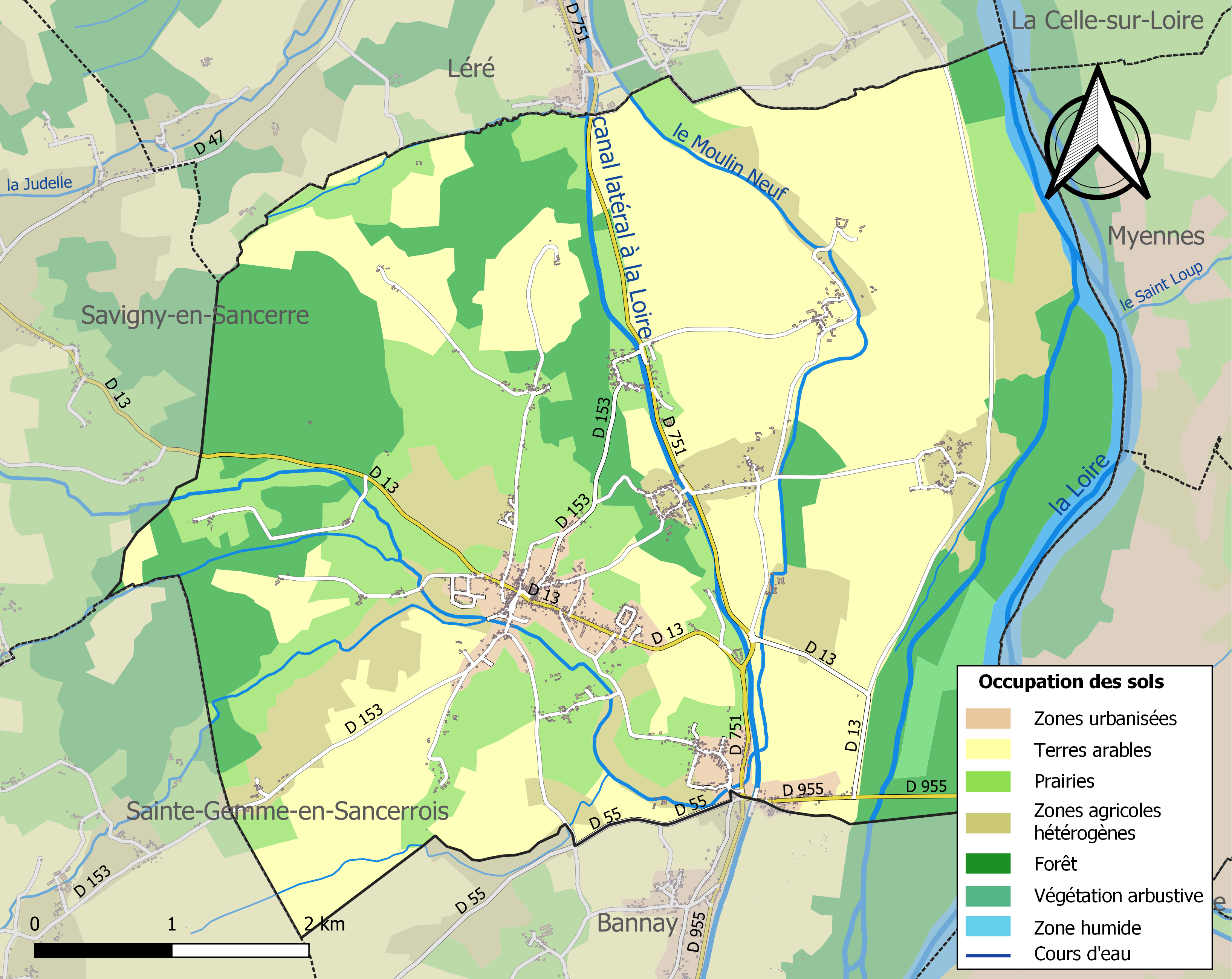
Carte des infrastructures et de l'occupation des sols de la commune en 2018 (CLC).

### Risques majeurs
Le territoire de la commune de Boulleret est vulnérable à différents aléas naturels : météorologiques (tempête, orage, neige, grand froid, canicule ou sécheresse), inondations, mouvements de terrains et séisme (sismicité très faible). Il est également exposé à trois risques technologiques, le transport de matières dangereuses et la rupture d'un barrage et. Un site publié par le BRGM permet d'évaluer simplement et rapidement les risques d'un bien localisé soit par son adresse soit par le numéro de sa parcelle.

#### Risques naturels
Certaines parties du territoire communal sont susceptibles d’être affectées par le risque d’inondation par débordement de cours d'eau, notamment le canal latéral à la Loire, la Loire et le Moulin Neuf. La commune a été reconnue en état de catastrophe naturelle au titre des dommages causés par les inondations et coulées de boue survenues en 1982, 1986, 1999 et 2001,.

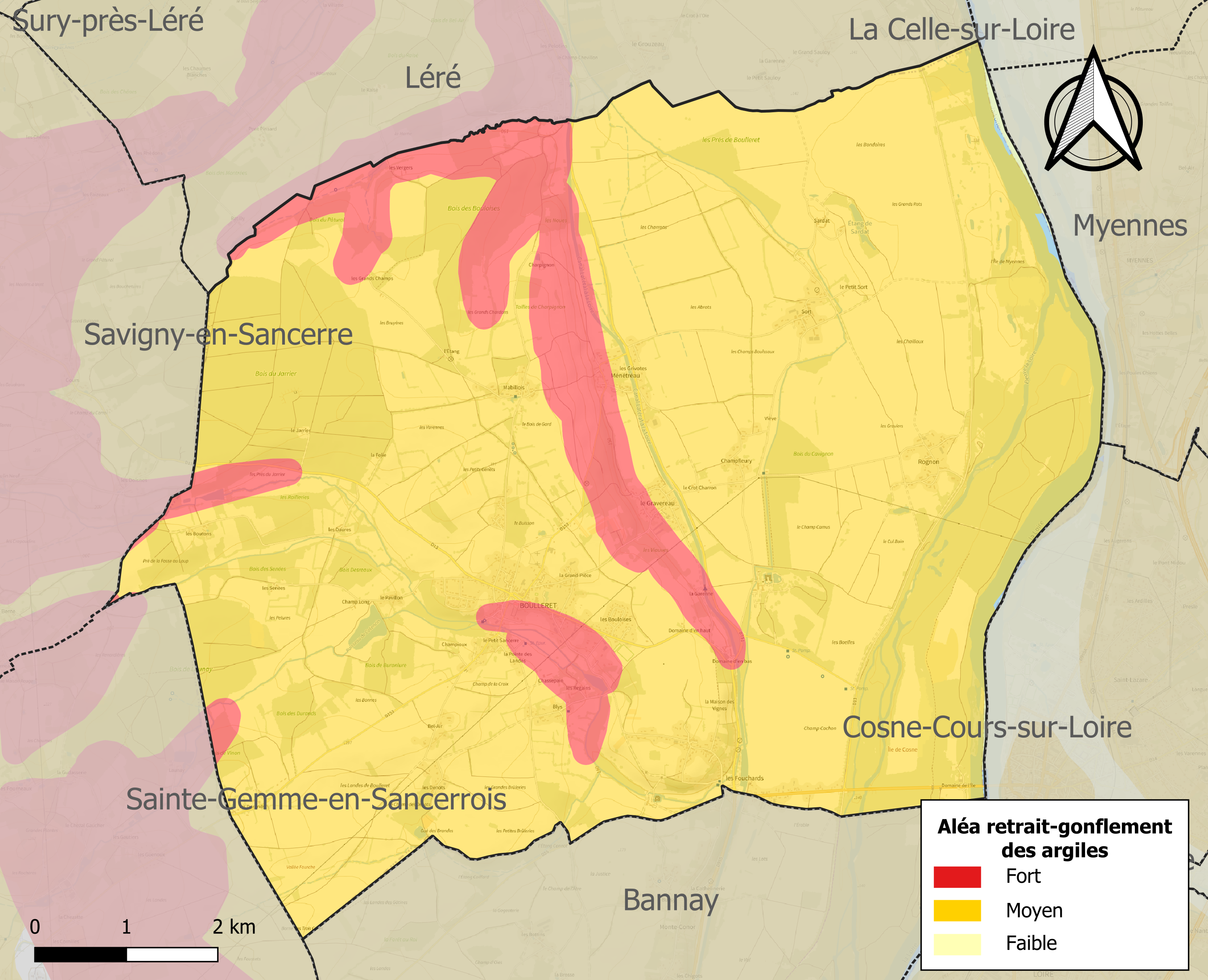
Carte des zones d'aléa retrait-gonflement des sols argileux de Boulleret.

La commune est vulnérable au risque de mouvements de terrains constitué principalement du retrait-gonflement des sols argileux. Cet aléa est susceptible d'engendrer des dommages importants aux bâtiments en cas d’alternance de périodes de sécheresse et de pluie. 99,9 % de la superficie communale est en aléa moyen ou fort (90 % au niveau départemental et 48,5 % au niveau national). Sur les 813 bâtiments dénombrés sur la commune en 2019, 813 sont en aléa moyen ou fort, soit 100 %, à comparer aux 83 % au niveau départemental et 54 % au niveau national. Une cartographie de l'exposition du territoire national au retrait gonflement des sols argileux est disponible sur le site du BRGM,.
Concernant les mouvements de terrains, la commune a été reconnue en état de catastrophe naturelle au titre des dommages causés par la sécheresse en 1989, 1991, 2003, 2018, 2019 et 2020 et par des mouvements de terrain en 1999.

#### Risques technologiques
Le risque de transport de matières dangereuses sur la commune est lié à sa traversée par des infrastructures routières ou ferroviaires importantes ou la présence d'une canalisation de transport d'hydrocarbures. Un accident se produisant sur de telles infrastructures est en effet susceptible d’avoir des effets graves au bâti ou aux personnes jusqu’à 350 m, selon la nature du matériau transporté. Des dispositions d’urbanisme peuvent être préconisées en conséquence.
Une partie du territoire de la commune est en outre située en aval d'une digue. À ce titre elle est susceptible d’être touchée par l’onde de submersion consécutive à la rupture de cet ouvrage.
En cas d’accident grave, certaines installations nucléaires sont susceptibles de rejeter dans l’atmosphère de l’iode radioactif. La commune étant située à proximité de la centrale nucléaire de Belleville, elle est exposée au risque nucléaire. À ce titre les habitants de la commune ont bénéficié, à titre préventif, d'une distribution de comprimés d’iode stable dont l’ingestion avant rejet radioactif permet de pallier les effets sur la thyroïde d’une exposition à de l’iode radioactif. En cas d'incident ou d'accident nucléaire, des consignes de confinement ou d'évacuation peuvent être données et les habitants peuvent être amenés à ingérer, sur ordre du préfet, les comprimés en leur possession.

## Histoire
Lors d'une fouille aux Grands Champs, il a été découvert un outillage datant de 3 500 ans avant Jésus-Christ. De plus, une villae gallo-romaine a été trouvée au Pezeau. D'après les archives, durant la période du Moyen Âge, Boulleret était constitué de trois fiefs : Buranlure, le Pezeau et le Jarrier.
On nous indique que la plus ancienne mention de Boulleret remonterait à 1294, "Bouleretum". Le nom serait formé avec le mot "betulla", désignant un bouleau, qui, associé à un double suffixe latin (-etum), désignerait "un ensemble de bouleaux",.

## Politique et administration

### Administration municipale
Le nombre d'habitants au dernier recensement étant compris entre 500 et 1 499, le nombre de membres du conseil municipal est de 15.

### Liste des maires
| Période        | Période        | Identité                    | Étiquette | Qualité                              |
| -------------- | -------------- | --------------------------- | --------- | ------------------------------------ |
| juin 1800      | juin 1816      | Pierre Éléonore Ravier      |           |                                      |
| juin 1816      | août 1827      | Jean Videux                 |           |                                      |
| août 1827      | octobre 1830   | Georges Sallé               |           |                                      |
| octobre 1830   | janvier 1831   | Pierre Florentin Ravier     |           |                                      |
| janvier 1831   | août 1840      | Jean Dupont                 |           |                                      |
| août 1840      | avril 1869     | Georges Sallé               |           |                                      |
| avril 1869     | février 1896   | Henri Étienne Désiré Herpin |           |                                      |
| février 1896   | mai 1908       | Jean Félix Pothier          |           |                                      |
| mai 1908       | janvier 1937   | Robert de Vogüé             |           |                                      |
| janvier 1937   | septembre 1988 | Arnaud de Vogüé             |           | Résistant français, homme d'affaires |
| septembre 1988 | mars 2001      | Albert Vattan               |           |                                      |
| mars 2001      | mars 2008      | Albert de Vogüé             |           |                                      |
| mars 2008      | en cours       | Jean-Louis Billaut,         |           | Ancien employé                       |

### Politique environnementale
Dans son palmarès 2016, le Conseil national des villes et villages fleuris de France a attribué deux fleurs à la commune au concours des villes et villages fleuris.
Le village est innovant par des initiatives au service le la biodiversité : pas d'utilisation de pesticides, informations aux habitants sur la création de parcelles d'herbes hautes fleuries, distribution de graines mellifères  chaque printemps, conférences sur l'écologie, etc.
Il y a organisation de forum eco mobilité par le vélo, etc. les bâtiments comme la mairie sont en rénovation énergétique pour une sobriété globale.

### Politique numérique
En 2016 et 2017, Boulleret a été labellisée Village Internet « 1 @ » dans le cadre du label national Territoires, Villes et Villages Internet.
France Services qui regroupe poste, annexe office de tourisme et ordinateurs en libre service propose des services d'aide toute l'année

## Démographie
L'évolution du nombre d'habitants est connue à travers les recensements de la population effectués dans la commune depuis 1793. Pour les communes de moins de 10 000 habitants, une enquête de recensement portant sur toute la population est réalisée tous les cinq ans, les populations de référence des années intermédiaires étant quant à elles estimées par interpolation ou extrapolation. Pour la commune, le premier recensement exhaustif entrant dans le cadre du nouveau dispositif a été réalisé en 2005.

En 2022, la commune comptait 1 389 habitants, en évolution de −2,66 % par rapport à 2016 (Cher : −2,48 %, France hors Mayotte : +2,11 %).
| 1793  | 1800  | 1806  | 1821  | 1831  | 1836  | 1841  | 1846  | 1851  |
| ----- | ----- | ----- | ----- | ----- | ----- | ----- | ----- | ----- |
| 1 383 | 1 471 | 1 469 | 1 476 | 1 437 | 1 560 | 1 548 | 1 633 | 1 692 |

| 1856  | 1861  | 1866  | 1872  | 1876  | 1881  | 1886  | 1891  | 1896  |
| ----- | ----- | ----- | ----- | ----- | ----- | ----- | ----- | ----- |
| 1 754 | 1 750 | 1 726 | 1 706 | 1 714 | 1 704 | 1 742 | 1 732 | 1 732 |

| 1901  | 1906  | 1911  | 1921  | 1926  | 1931  | 1936  | 1946  | 1954  |
| ----- | ----- | ----- | ----- | ----- | ----- | ----- | ----- | ----- |
| 1 694 | 1 627 | 1 519 | 1 401 | 1 396 | 1 335 | 1 291 | 1 194 | 1 269 |

| 1962  | 1968  | 1975  | 1982  | 1990  | 1999  | 2005  | 2006  | 2010  |
| ----- | ----- | ----- | ----- | ----- | ----- | ----- | ----- | ----- |
| 1 299 | 1 342 | 1 345 | 1 417 | 1 433 | 1 421 | 1 388 | 1 390 | 1 355 |

| 2015  | 2020  | 2022  | - | - | - | - | - | - |
| ----- | ----- | ----- | - | - | - | - | - | - |
| 1 382 | 1 375 | 1 389 | - | - | - | - | - | - |

## Vie locale

### Équipements et services publics
Le multiaccueil « les Troypoms » a ouvert ses portes en octobre 2016 dans un local spécialement aménagé par la communauté de communes Pays Fort Sancerrois Val de Loire.
France Service regroupe une agence postale, mise à disposition d'ordinateur et imprimante, point tourisme avec documentation.

#### Enseignement
Le regroupement pédagogique concentré Boulleret - Sainte-Gemme-en-Sancerrois relève de l'académie d'Orléans-Tours.
L'école primaire se compose d’une école maternelle et d’une école élémentaire. L’école maternelle a été inaugurée le 18 octobre 2019 en présence du ministre de l'Éducation nationale et de la Jeunesse, Jean-Michel Blanquer.
Le 8 mars 2021, en présence de Florence Aubenas, a eu lieu la cérémonie du dévoilement de la plaque du groupe scolaire Florence-Aubenas.

#### Associations
Boulleret compte vingt-cinq associations.
Une journée des associations est organisée chaque 2eme samedi de septembre au gymnase avec une dynamique forte de créer du lien.

#### Équipements sportifs
Boulleret est équipée d’un gymnase, d’un terrain de football, de deux terrains de tennis béton  extérieurs refaits à neuf en 2022 avec éclairage LED basse consommation et mur d'entraînement  gérés par le club JSB, d’un city stade et d'un terrain de pétanque.
Des itinéraires fléchés de vtt, de randonnée ou de trails sont présents ds la commune
La commune est proche de la piste "Loire à vélo"

## Culture locale et patrimoine

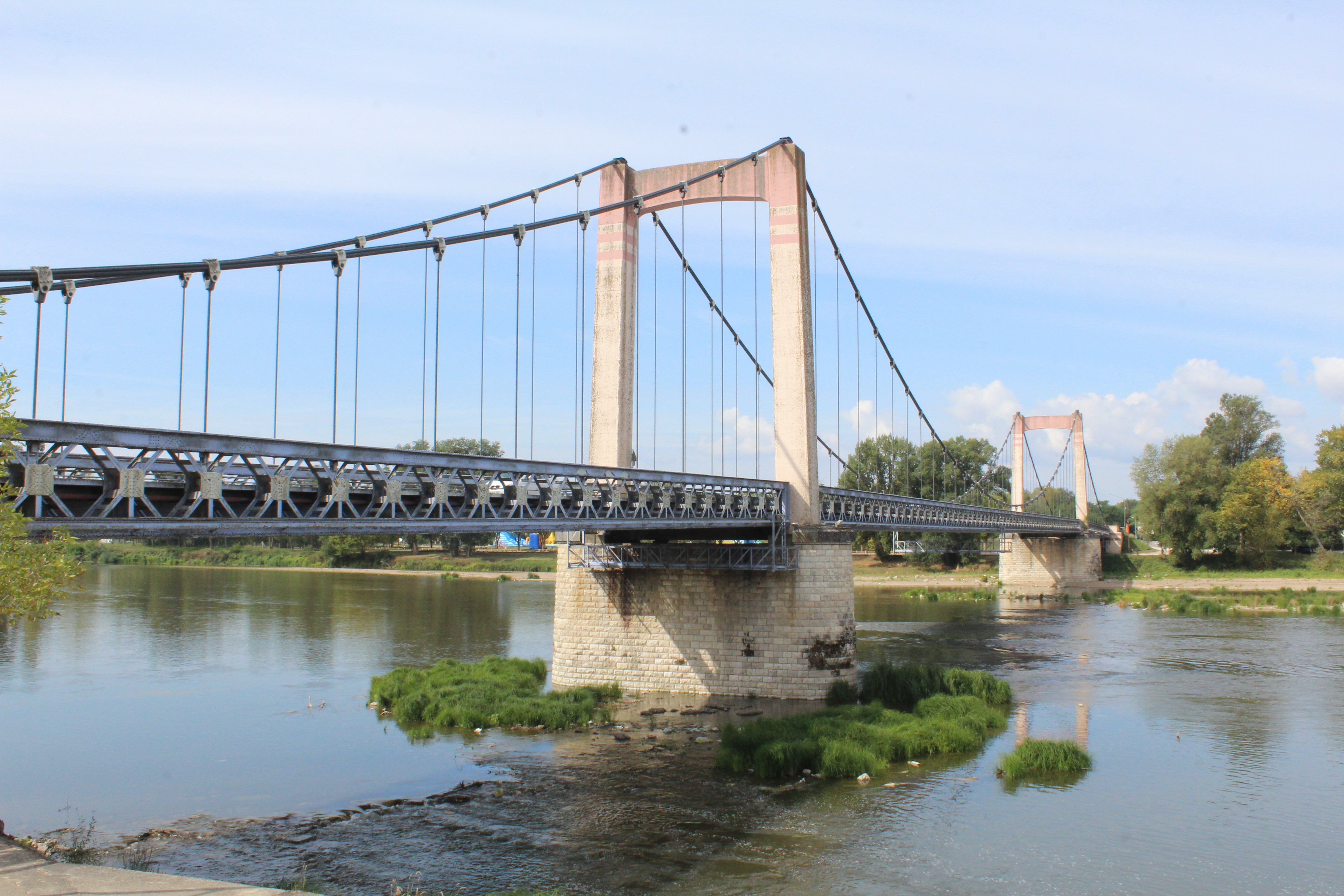
Le pont routier sur la Loire.

### Lieux et monuments
- Église Sainte Marie Madeleine de Boulleret, XIVe, fin XVe siècle et fin XIXe siècle.
- Château de Buranlure, fin XIVe ou début XVe siècle, vers 1550 et XVIIIe siècle, situé route de Sainte-Gemme. Il fait l'objet d'un classement au titre des monuments historiques depuis le 25 mai 1944[33]. Il a servi de cadre au tournage de films et de séries télévisées[34].
- Château du Pezeau, XVe, XVIIIe et fin XIXe siècle.
- Pont de Cosne-Cours-sur-Loire portant la RD 955 et pour partie sur la commune.
- Petit patrimoine : les 10 lavoirs et les calvaires.
- Monument aux morts : le 31 août 1919, le comte Robert de Vogüé (maire) et ses conseillers prennent la décision de construire un monument aux morts. Il est dessiné par M. Victor Mérot. Ce monument est réceptionné par la mairie le 10 décembre 1921. L'inauguration a lieu le 23 octobre en présence du maire, du curé de l'église, des élèves des trois écoles, leurs maîtres et maîtresses, des anciens combattants et du conseil municipal.
- Canal latéral à la Loire.
- Écluse du Pezeau.

La piste de la Loire à vélo passe à côté de Boulleret avec lieu de bivouac.

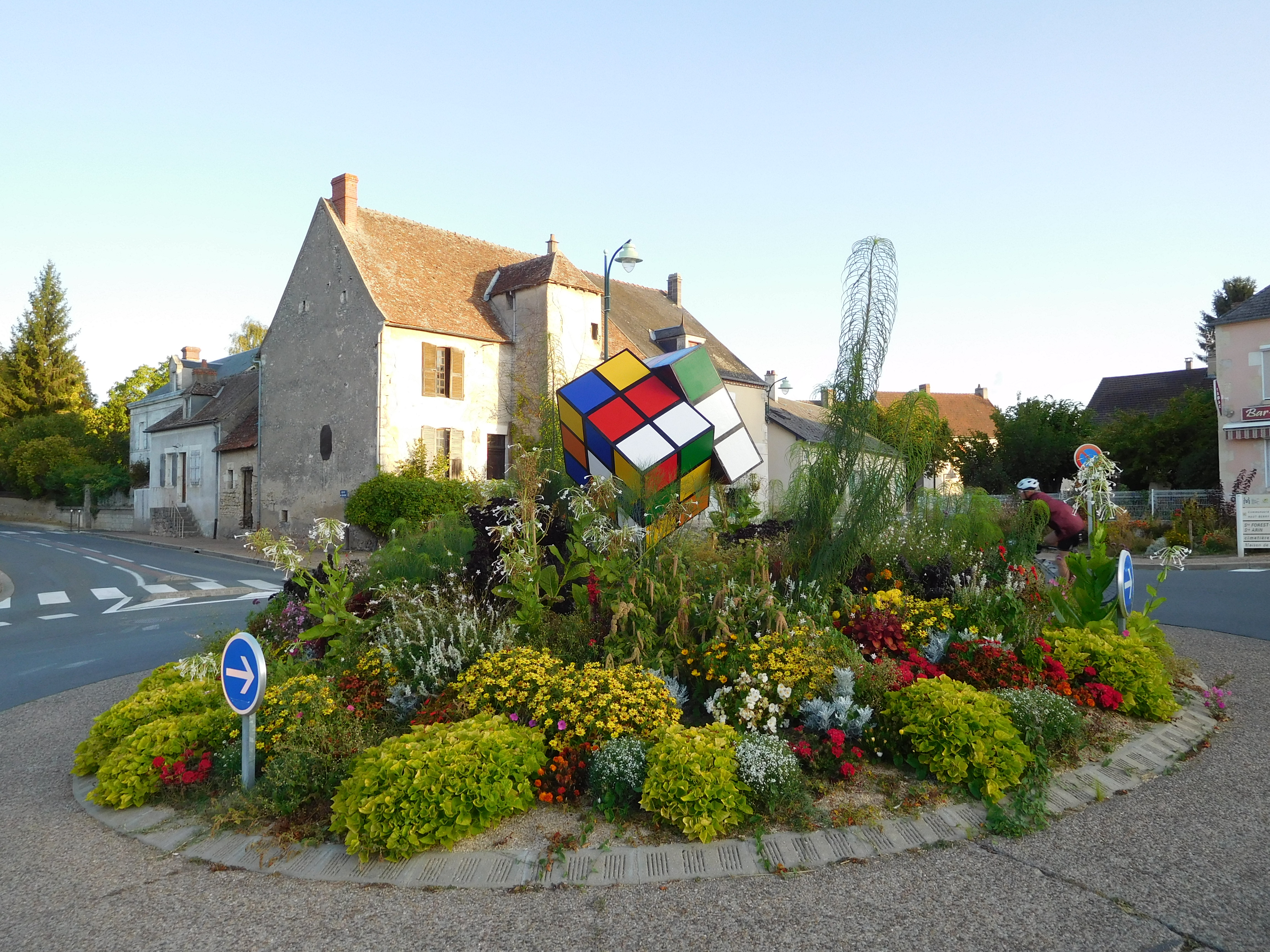
Carrefour giratoire Rubik’s Cube.
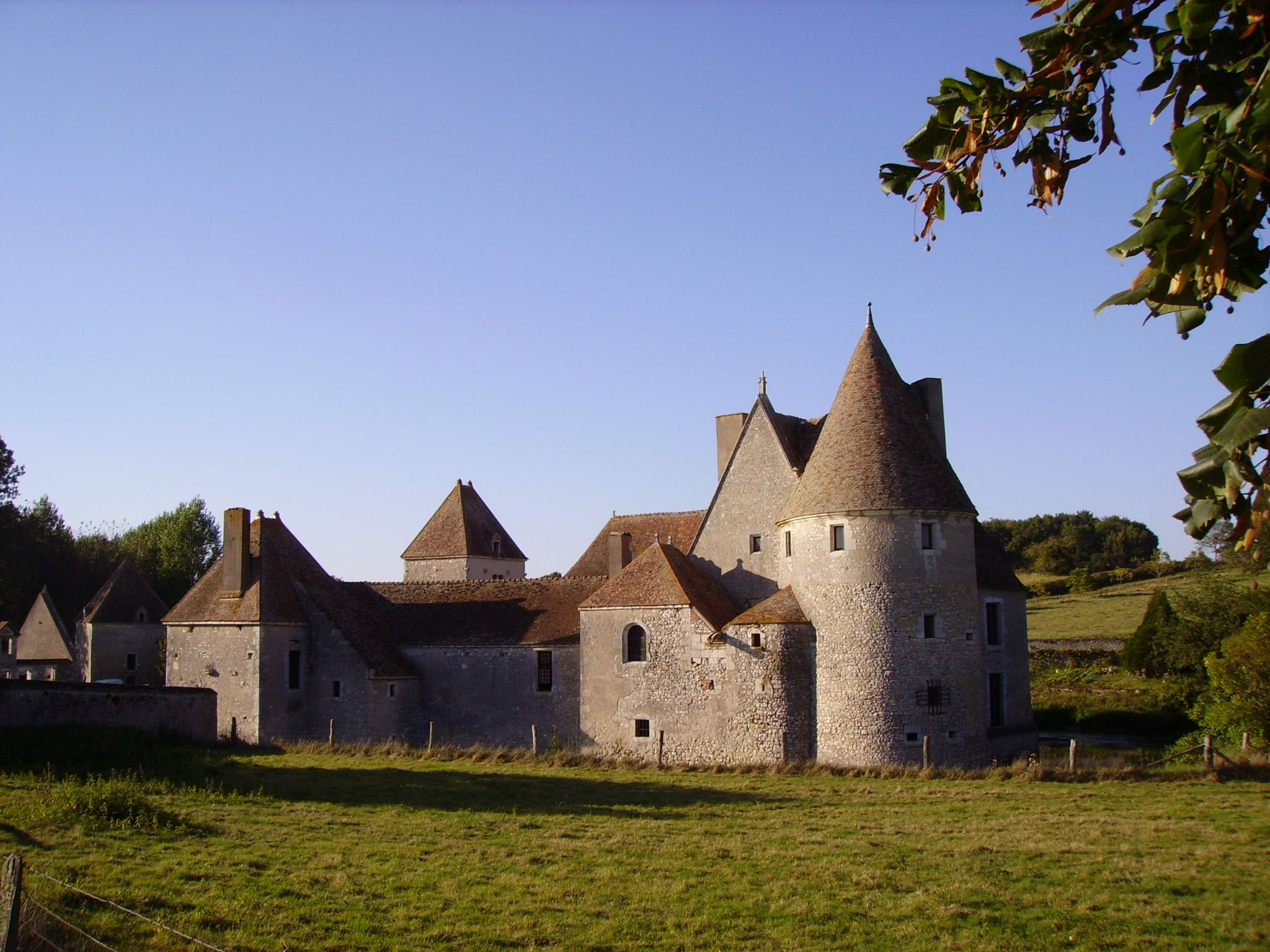
Château de Buranlure côté est.
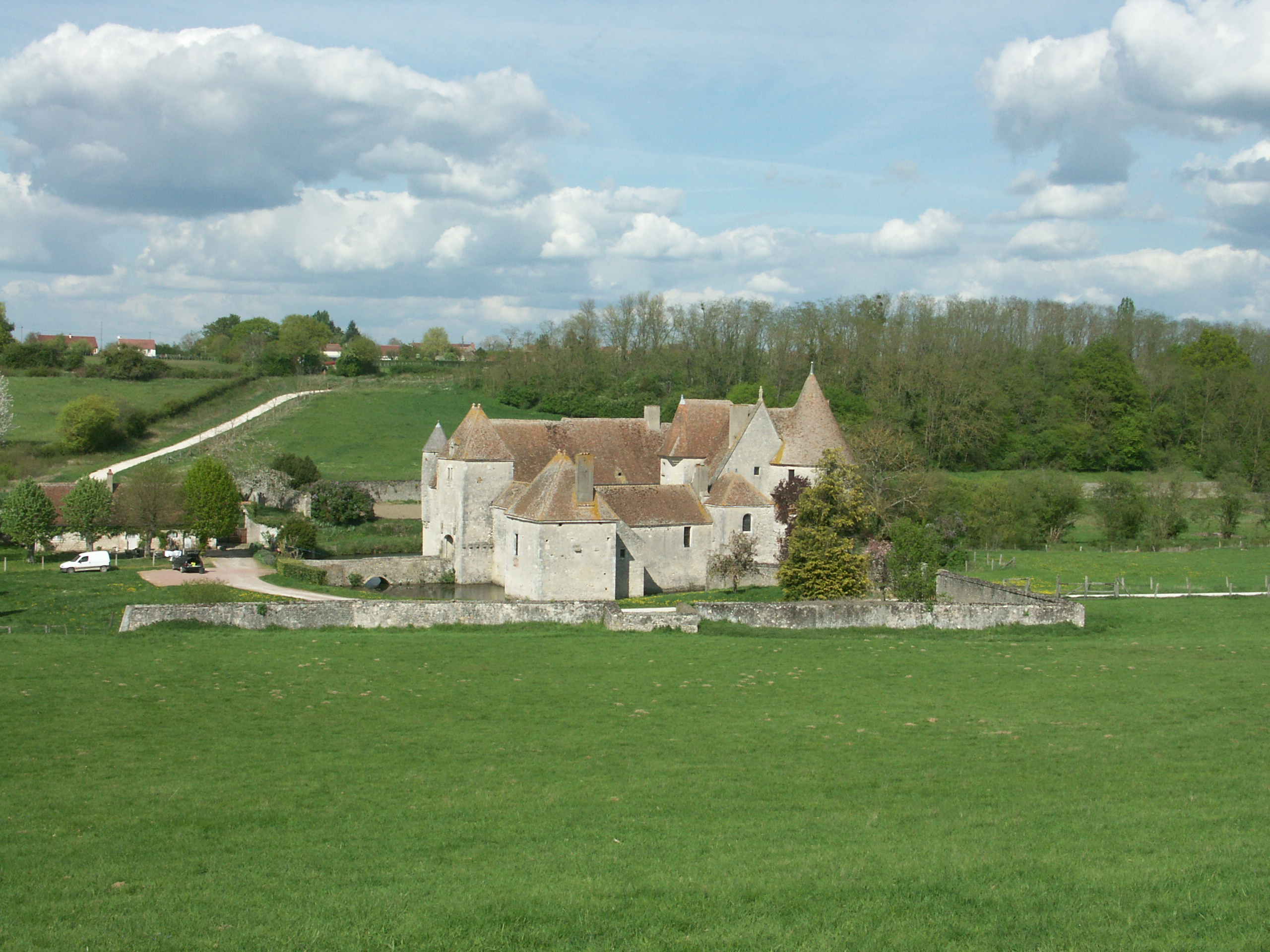
Château de Buranlure côté sud.

### Personnalités liées à la commune
- Robert de Vogüé (1870-1936), maire de Boulleret, président de la Fédération internationale de l'automobile, capitaine de corvette.
- Arnaud de Vogüé (1904-1988), résistant français, homme d'affaires et président de Saint-Gobain entre 1952 et 1970.